# Markus Reiter (Fußballspieler)
Markus Reiter (* 10. August 1976 in Essen) ist ein ehemaliger deutscher Fußballspieler und aktueller -trainer. Seit September 2018 arbeitet er für den DFB in der Trainerausbildung.

## Karriere
Markus Reiter begann 1994 seine Profikarriere beim MSV Duisburg, wo er unter den Trainern Ewald Lienen und Hannes Bongartz in der 1. Bundesliga   spielte. In der Saison 1996/1997 schaffte der MSV Duisburg mit Trainer Friedhelm Funkel den direkten Wiederaufstieg, wobei Reiter zu zehn Einsätzen kam. Im Jahr 1998 erreichte der MSV Duisburg das Finale um den DFB-Pokal gegen den FC Bayern München, in dem Reiter zum Kader gehörte.
Im Sommer 1998 wechselte er zu Borussia Mönchengladbach. Für die Fohlen spielte er unter den Trainern Friedel Rausch, Rainer Bonhof und Hans Meyer in der 1. und 2. Bundesliga. Im Winter 2001 wechselte Reiter zur SpVgg Greuther Fürth. Er galt als großes Talent und spielte ab der U-17 Nationalmannschaft für Deutschland. Seine letzten Einsätze im DFB-Trikot absolvierte er bei der U21-Europameisterschaft 1998 in Rumänien mit den Mitspielern Michael Ballack und Thorsten Frings.
Markus Reiter ist diplomierter Sportwissenschaftler (Abschluss an der Ruhr-Universität Bochum im Jahr 2006; Zusatz-Ausbildung zum „Sportpsychologen“) und besitzt seit 2009 die Fußball-Lehrer-Lizenz als Fußballtrainer. Unter anderem trainierte er die U23-Mannschaft des MSV Duisburg, nachdem er zuvor bereits die U17-Junioren von Rot-Weiss Essen in der Junioren-Bundesliga West betreut hatte. Er übernahm zur Saison 2012/13 die Mannschaft des SC Wiedenbrück 2000 als Cheftrainer in der Regionalliga West. Im folgenden Jahr kehrte er für ein Jahr als Co-Trainer in der 3. Liga zum MSV Duisburg zurück. Nach der Entlassung von Marc Fascher bei Rot-Weiss Essen übernahm Reiter die 1. Mannschaft im April 2015 als Interimstrainer und gewann den Niederrhein-Pokal gegen RW Oberhausen im Finale an der Hafenstraße. In den darauffolgenden eineinhalb Jahren leitete er das Nachwuchs-Leistungszentrum von Rot-Weiss Essen.
Im Februar 2016 wechselte Reiter als Verbandssportlehrer zum FV Mittelrhein. Dort zeichnete er sowohl für die Talentausbildung (U16 und U18-Jahrgänge) als auch die B-Lizenz Trainerausbildung verantwortlich.
Seit September 2018 ist Reiter beim DFB in die A-Lizenz und Elite-Jugend-Trainerausbildung tätig.